# Utrillas
Utrillas es una localidad y municipio español en las Cuencas Mineras, provincia de Teruel, Aragón. Es la capital administrativa de la comarca.
El municipio lo componen Utrillas, Barriada Obrera del Sur y Las Parras de Martín, integrado en Utrillas desde 1968. La población del municipio es de 3006 habitantes (INE 2020).

## Geografía
Integrado en la comarca de Cuencas Mineras, se sitúa a 71 kilómetros de Teruel. El término municipal está atravesado por la carretera nacional N-420, entre los pK 644-645 y 651-654, además de por una carretera local que conecta con Pancrudo. Emplazada a 968 m s. n. m., Utrillas se localiza en la vertiente norte de la sierra de San Just, lo que explica su clima extremo, con máximas estivales de 36 °C y mínimas de –15 °C en invierno. La precipitación anual es más bien escasa, en torno a los 550 mm. La altitud oscila entre los 1430 metros en la sierra de San Just y los 950 metros a orillas de un barranco cercano al pueblo. 
| Noroeste: Martín del Río | Norte: Martín del Río | Noreste: Montalbán |
| Oeste: Pancrudo          |                       | Este: Escucha      |
| Suroeste: Rillo          | Sur: Escucha          | Sureste: Escucha   |

### Espacios naturales

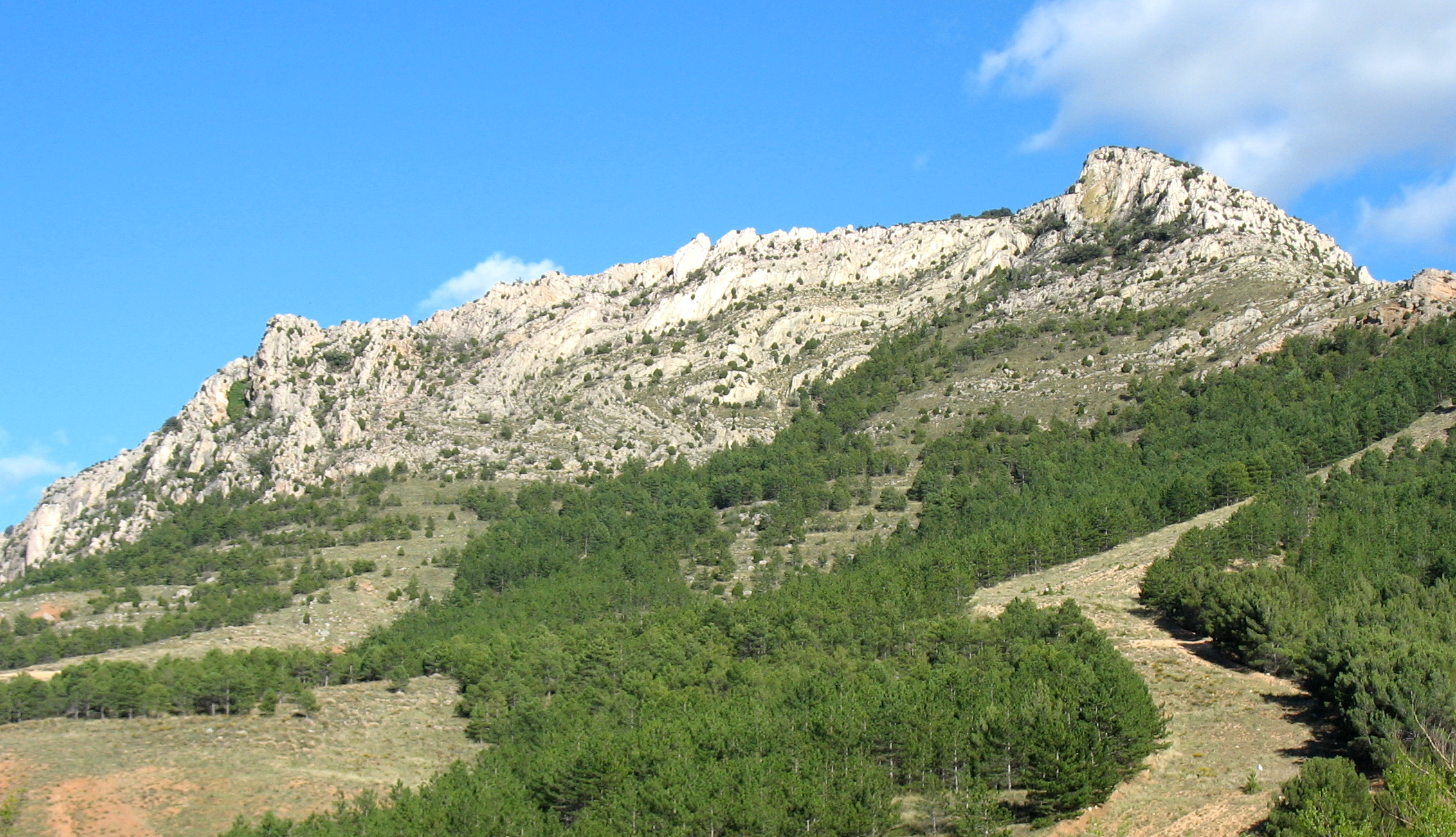
Anticlinal tumbado del frente del «Cabalgamiento de Utrillas» (Cretácico superior sobre Cenozoico)

Asimismo, existen dos parajes naturales de notable interés dentro del término municipal. El primero de ellos, «Las Facies de Utrillas», es una zona compuesta por afloramientos arenosos compuesto en su conjunto por areniscas, arenas y arcillas de diversos colores como el blanco, rojo, violeta, beige y amarillo, tonalidades muy características de esta comarca.
El otro paraje, denominado de «Los Hocinos», está formado por pliegues geológicos de épocas remotas que se encuentran en un entorno habitado por cabras hispánicas y buitres leonados.
Dentro de él, se diferencian dos entornos muy distintos: el primero, compuesto por el resultado de un proceso de explotación minera a cielo abierto a lo largo de muchos años, y el segundo, fruto de la evolución edafológica durante millones de años.

## Historia

### Edad Antigua y Media
Los orígenes de Utrillas se remontan a la época íbera y romana, existiendo restos del asentamiento que luego daría lugar a la población actual.
Durante el dominio musulmán, la población dependió del reino taifa de Albarracín en manos de Azagra.
En tiempos de la Reconquista fue cuando a Utrillas se le empezó a conocer por su actual nombre. Pertenecía al Reino de Aragón, quedando bajo el dominio de los Caballeros de Santiago a partir de 1161, con sede en el Castillo de Montalbán, por disposición expresa de Ramón Berenguer IV.
Con el devenir del tiempo, la población rodeó el castillo y Utrillas fue nombrada Concejo para luego pasar a ser nombrada Villa Real, por el monarca Fernando II de Aragón, formando parte de la Corona de Aragón.
La importancia del subsuelo en la historia del municipio es patente ya en el siglo XI, con la búsqueda de materiales en la tierra de Utrillas.
Existe constancia documental de que en el año 1067 se extraía el azabache a flor de tierra dentro del mismo término municipal.
El material era guardado en las mazmorras del castillo, hasta que venían a recogerlo los mercaderes de Vinaroz para luego venderlo a comerciantes de Levante que trataban mercantilmente con genoveses. El azabache de Utrillas sirvió, en aquella época, para la fabricación de adornos y botones, siendo de los más apreciados. Durante la época de apogeo del uso del azabache en Inglaterra, en las décadas de 1870 y 1880, motivado por el luto guardado por la reina Victoria, se exportaron a Inglaterra del orden de las cien toneladas de azabache por año.
Al final de la Edad Media, la capitalidad de la cuenca minera fue puesta bajo la advocación de Santa Bárbara, patronazgo confirmado por bula del Papa Alejandro VI en el siglo XV. En esa época, la villa contaba con un convento de benedictinos en la zona de Viñuela, el cual ya aparece documentado en 1470. Los religiosos benedictinos vivían de la fabricación de licores, y se cuenta que la comunidad disponía de agua corriente en sus instalaciones tomada del río Moral a más de dos kilómetros de distancia del convento.

### Edad Moderna y Contemporánea
Hacia el año de 1700 ya se conocía la riqueza carbonífera de la zona, pero fue el último cuarto del siglo XVIII cuando se progresó en el conocimiento y potenciación de dichos recursos. En la localidad se instalaron dos Reales Fábricas de cristal y acero bajo la protección de Carlos III, siendo su fecha de constitución 1798. Autores del siglo XIX cifraron el consumo de estas fábricas en 1 500 toneladas de carbón, pero diversos problemas condujeron al cese de la fabricación hacia 1822.
Pascual Madoz, en su Diccionario geográfico-estadístico-histórico de España de 1845, describe a Utrillas de la siguiente manera: 

Se compone de unas 60 casas y una iglesia parroquial, de La Natividad de Nuestra Señora... Hay en este término diferentes vetas de carbón mineral, en las cuales se han abierto varios pozos de [los] que se extraen cantidades de mucha consideración, que serían mucho mayores si se hicieran buenos caminos... Las fábricas de acero y cristal que antes estaban en trabajos, cesaron hace ya algún tiempo.

 También señala que la localidad producía trigo, centeno y semillas, y que, pese a haber muchos pastos, no se aprovechaban por la escasez de ganado.
En las décadas de 1850 y 1860, la cuenca de Utrillas comenzó a ser explorada con intereses industriales; geólogos e ingenieros analizaron el mineral, advirtiendo la viabilidad de la explotación, dado el espesor de las capas de lignito. Hasta 1885 no se realizó el mapa de Teruel para el Instituto Geólogo y Minero de España, quedando delimitadas las distintas zonas con sus potenciales riquezas.
El desarrollo minero devino en el siglo XX en una gran plataforma de extracción minera a través de guías y bajo tierra. Desde principios del siglo XX, una de las principales empresas que explotaron el carbón a gran escala es la compañía Minas y Ferrocarriles de Utrillas. Esta organización, fundada en el Casino Mercantil de Zaragoza en 1900, creó el Coto de Utrillas con ramas a Escucha y Valdeconejos; posteriormente, a partir del año 1948, se extendió a Palomar de Arroyos. Cabezo de las Eras y Serna fueron de las primeras minas que empezaron a explotarse por la Compañía de Utrillas, explotando todas las capas de carbón existentes en la zona. Para facilitar la salida de los productos mineros, se construyó asimismo un ferrocarril que unía la cuenca minera de Utrillas con Zaragoza. Dispuso de 127 km de vía métrica con once estaciones y estuvo en funcionamiento entre 1904 y 1966.
El 2 de abril de 1936 apareció el cadáver del minero y sindicalista de UGT Matías Pando Coba con el cráneo destrozado por un tiro de escopeta y dos heridas de arma blanca.
Al comienzo de la guerra civil española, Utrillas —a diferencia de otros municipios de la provincia de Teruel— no secundó la sublevación militar de 1936. El 19 de julio de ese año, en Utrillas fueron detenidos los elementos más destacados de la derecha y fue instaurado el comunismo libertario. En consecuencia, una expedición de guardias y voluntarios intentaron el 22 y el 24 de julio tomar la localidad para el bando nacional; los mineros, muy bien pertrechados para la resistencia con armamento y trincheras, propiciaron que los insurgentes fracasaran en su intento. Ya avanzada la contienda, entre el 9 de marzo y mediados de abril de 1938 se produjo la ruptura del frente republicano que se extendía desde Vivel y Rudilla hasta Belchite; el 14 de marzo, el Cuerpo de Ejército de Galicia —unidad militar del Ejército de Franco— ocupó Utrillas, centro neurálgico de toda la cuenca minera.
El parte de guerra del bando "nacional" del día 15 así lo reflejaba: «ha continuado hoy... el avance de nuestras tropas, habiéndose ocupado el Convento del Olivar, Estercuel, el vértice Mirabella, Torre del Arca, Montalbán, vértice Horma, Escucha y el pueblo y las minas de Utrillas».

## Demografía
Utrillas cuenta con una población de 3102 habitantes (INE 2024).
| Gráfica de evolución demográfica de Utrillas entre 1842 y 2021 |
| |
| Población de derecho según los censos de población del INE Población de hecho según los censos de población del INEEntre el censo de 1970 y el anterior, crece el término del municipio porque incorpora a 44510 (Las Parras de San Martín) |

En el fogaje de 1495 —censo ordenado por Fernando el Católico—, Utrillas figura con 40 «fuegos» u hogares, lo que equivale a unos 200 habitantes.
Y a mediados del siglo XIX, el censo de 1857 registra una población de 375 habitantes para la localidad.
Durante el siglo XX la población de Utrillas experimentó un espectacular aumento, desde los 485 habitantes de 1900 hasta alcanzar los 4573 habitantes en 1981. Entre finales de la década de 1970 e inicios de la década de 1980, fue cuando un mayor número de personas convivieron en Utrillas, llegando a tener una población de hecho superior a los 5000 habitantes. Sin embargo, el ulterior agotamiento de las minas carboníferas ha provocado un descenso demográfico, perdiendo más de mil habitantes en dos décadas.

## Economía

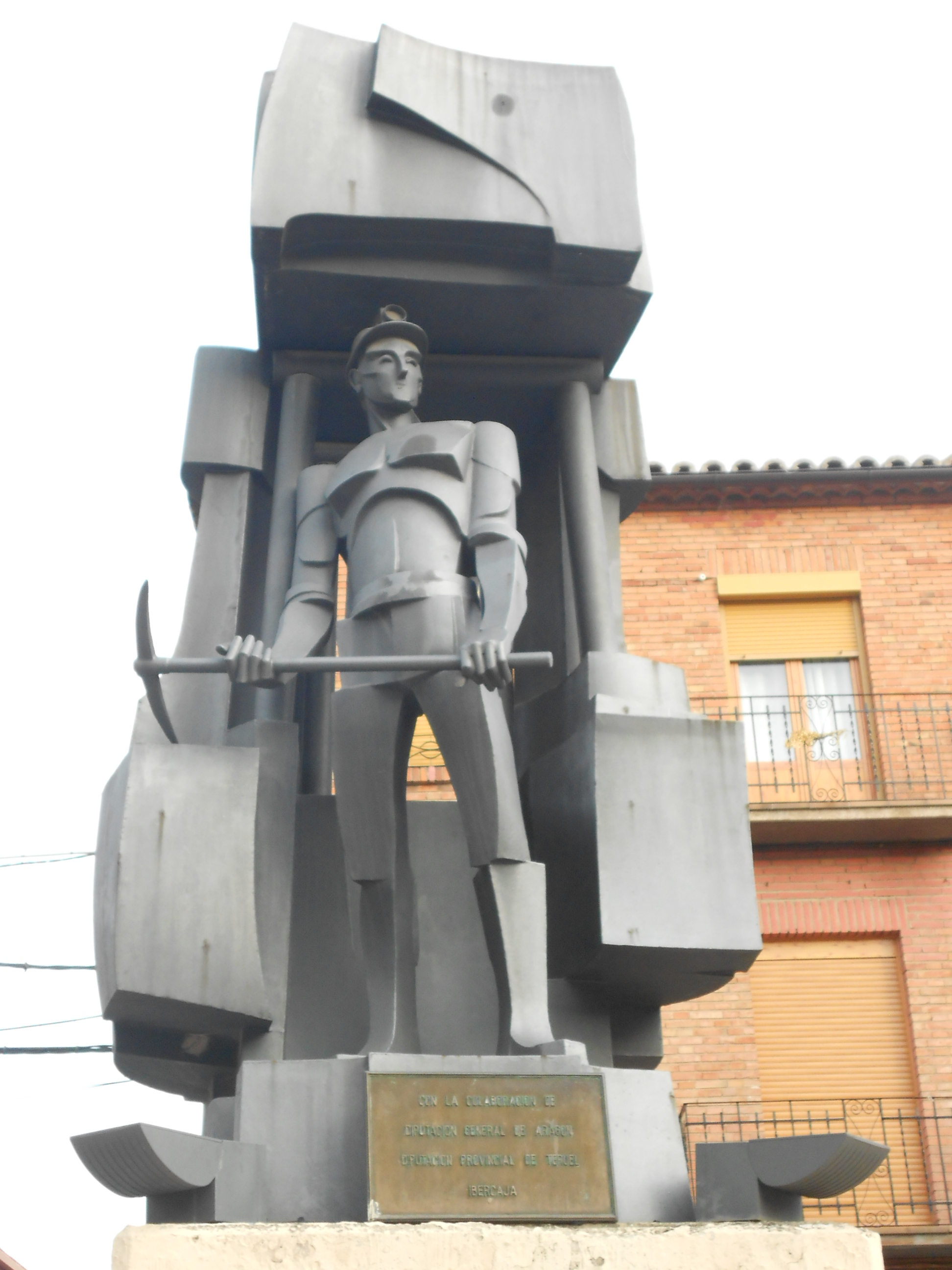
Monumento al Minero, en el centro de la localidad, refleja la importancia que ha tenido esta actividad en Utrillas

En la comarca que lleva el nombre de Cuencas Mineras, la minería ha sido siempre la actividad predominante.
En el pasado, el lignito extraído de sus minas ha sido la principal fuente de ingresos del lugar.
Entre 1940 y 1958, el sector carbonífero en España vivió su primera edad de oro con un desarrollo espectacular de su producción, consecuencia de la caída de las importaciones de carbón y el incremento en la demanda, derivado en parte de la
escasez de otras fuentes energéticas.
En la provincia de Teruel, al final de este periodo las empresas mineras ocupaban ya al 40% de los trabajadores del sector industrial.
A partir de 1958 y hasta 1973 se produjo una crisis del sector, lo que supuso una caída de la producción y el empleo, especialmente intensa a partir de 1967.
Sin embargo, una segunda edad de oro del carbón comenzó en 1973 con el estallido de la primera crisis del petróleo, que prolongándose hasta 1985.
A finales de la década de 1970, la localidad contaba con 1 000 personas ocupadas en la actividad minera.
La cuenca minera turolense alcanzó su máximo histórico en 1981, con una producción de 5 215 824 toneladas, extraídas en 27 explotaciones.
Sin embargo, la definitiva crisis de la minería, directamente relacionada con la entrada de España en la CEE en 1986 y la aceptación del Tratado de la CECA, llevó al cierre en 1991 de la última mina de interior; las extracciones a cielo abierto fueron cerrando progresivamente hasta el año 2003 y en la actualidad no queda ninguna mina de carbón abierta.
Diversos proyectos se emprendieron para la reconversión del sector, destacando el establecimiento de la empresa Casting Ros, dedicada a fabricar piezas y componentes de automoción.
Mediante la creación de un importante número de empleos directos e inducidos, se ha convertido en el motor económico de la comarca con una importante atracción de empresas auxiliares manufactureras y de desempleados de comarcas cercanas, muchos de ellos antiguos mineros.
Por otra parte, al estar Utrillas tan estrechamente ligada con la minería, las labores agrícolas y ganaderas no constituyen ahora, ni en tiempos pasados, la base de la economía local.
No obstante, está el secano como cultivo principal y en cuanto a la ganadería, hay 2868 cabezas lanares en Utrillas y 1569 en Las Parras.
En franca recesión se encuentran actividades tradicionales como el cultivo del azafrán, dadas las dificultades que plantea su cultivo, así como el de la remolacha, en este caso afectado por el cese de las industrias azucareras.

## Administración y política

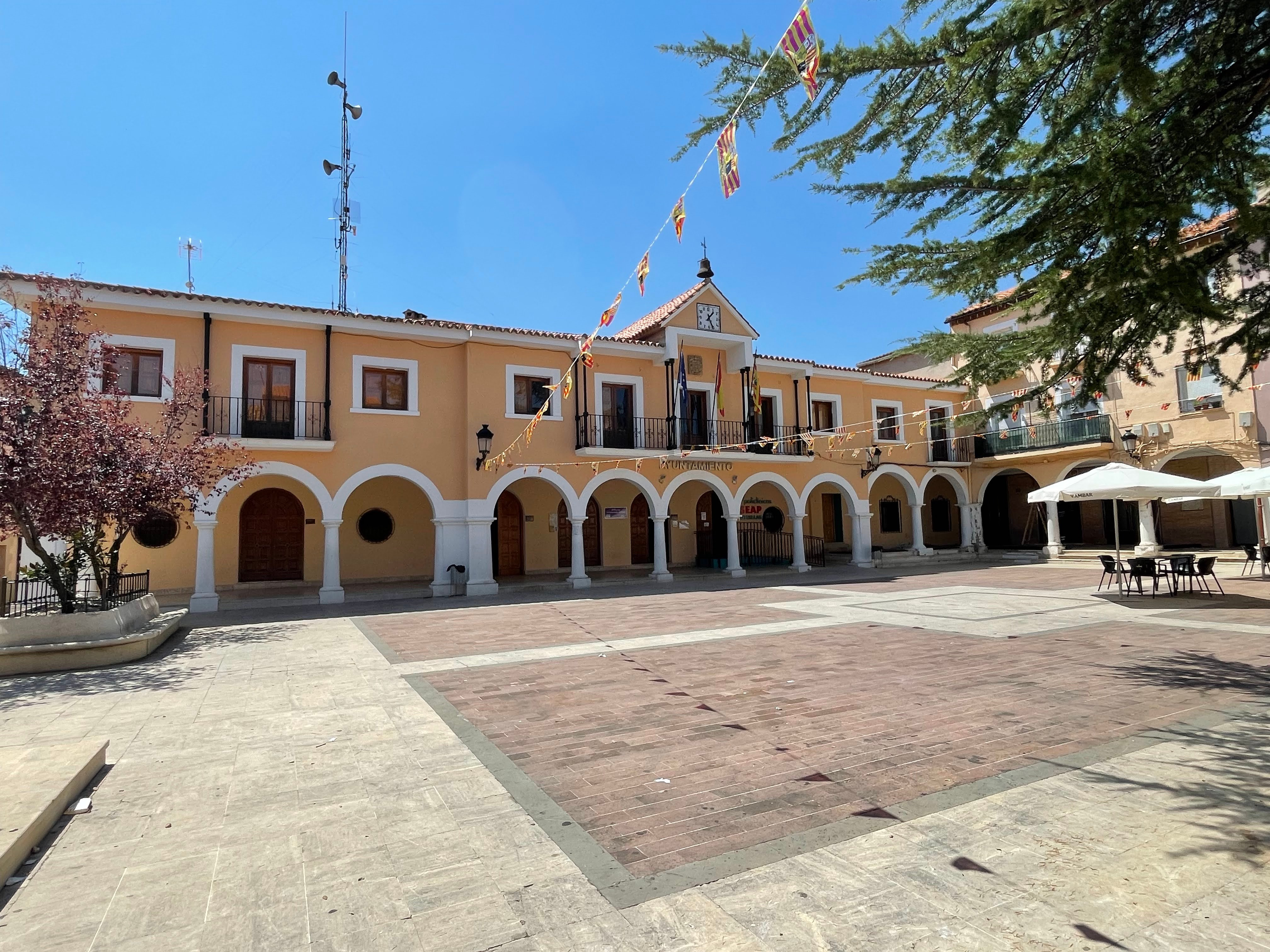
Ayuntamiento de Utrillas

| Período   | Alcalde                       | Partido | Partido |
| --------- | ----------------------------- | ------- | ------- |
| 1979-1983 | Juan Miguel Ferrer Górriz     | Ind.    |         |
| 1983-1987 | José Luis Alegre Escuder      | PSOE    |         |
| 1987-1991 | José Luis Alegre Escuder      | PSOE    |         |
| 1991-1995 | José Luis Alegre Escuder      | PSOE    |         |
| 1995-1999 | José Luis Alegre Escuder      | PSOE    |         |
| 1999-2003 | José Luis Alegre Escuder      | PSOE    |         |
| 2003-2007 | José Luis Alegre Escuder      | PSOE    |         |
| 2007-2011 | José Francisco Vilar Miralles | PSOE    |         |
| 2011-2015 | José Francisco Vilar Miralles | PSOE    |         |
| 2015-2019 | Joaquín Moreno Latorre        | CA      |         |
| 2019-2023 | Joaquín Moreno Latorre        | Cs      |         |
| 2023-2027 | Joaquín Moreno Latorre        | ¡TE!    |         |

| Partido político    | Partido político                                   | 2003   | 2007   | 2011   | 2015   | 2019   | 2023   |
| Partido político    | Partido político                                   | Ediles | Ediles | Ediles | Ediles | Ediles | Ediles |
|                     | Teruel Existe (TE)                                 | —      | —      | —      | —      | —      | 7      |
|                     | Ciudadanos (CS)                                    | —      | —      | —      | 7      | —      | —      |
|                     | Compromiso con Aragón (CCA)                        | —      | —      | 5      | 6      | —      | —      |
|                     | Partido de los Socialistas de Aragón (PSOE-Aragón) | 6      | 5      | 5      | 5      | 4      | 3      |
|                     | Partido Popular de Aragón (PP)                     | 1      | 0      | 1      | 0      | 0      | 1      |
|                     | Partido Aragonés (PAR)                             | 3      | 5      | 0      | 0      | 0      | 0      |
|                     | Izquierda Unida (IU)-Ganar                         | 1      | 1      | 0      | 0      | 0      | —      |
|                     | Chunta Aragonesista (CHA)                          | —      | —      | 0      | 0      | —      | —      |
|                     | Vox                                                | —      | —      | —      | —      | —      | 0      |
| Total de concejales | Total de concejales                                | 11     | 11     | 11     | 11     | 11     | 11     |

## Cultura

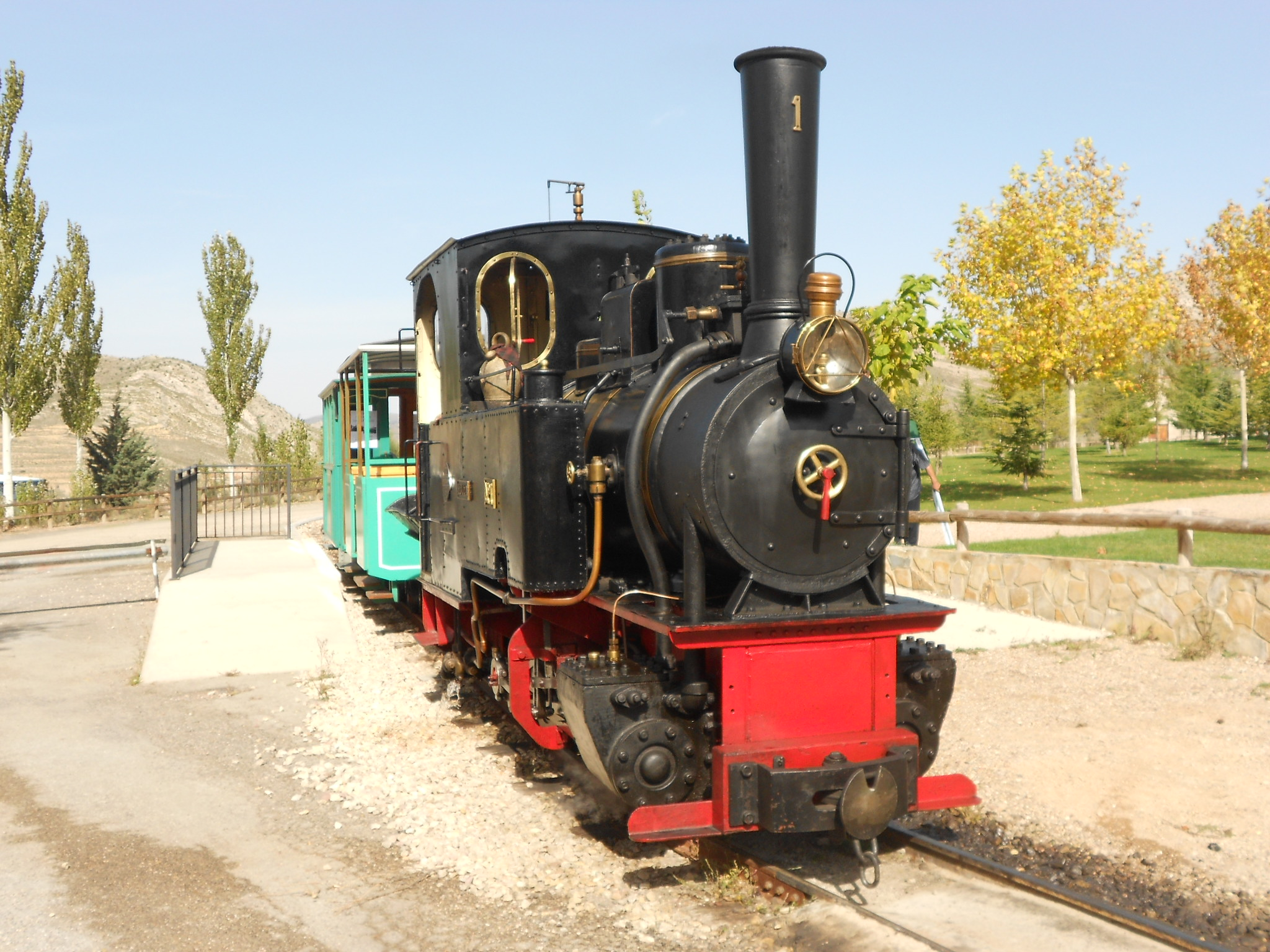
Locomotora Hulla al frente del tren minero en el pozo de Santa Bárbara

Dentro del proceso de recuperación del patrimonio minero llevado a cabo por el Ayuntamiento, se ha restaurado el antiguo hospital minero de la localidad y se ha convertido en la sede del Museo de la Ciencia y Arqueología Minera de Utrillas. La exposición permanente cuenta con materiales originales empleados en la minería, maquetas de un tren minero y de las poblaciones de las Cuencas Mineras, y exposiciones sobre los minerales hallados en las minas.
Se han restaurado las instalaciones del antiguo Pozo Santa Bárbara para convertirlo en una nueva área del museo y unirlo con el antiguo Hospital a través de un Ferrocarril Minero Turístico, operado por la Asociación de Amigos del Museo Minero de Utrillas y la Asociación Zaragozana de Amigos del Ferrocarril y Tranvías (AZAFT). Dicho ferrocarril turístico reaprovecha el trazado del antiguo ferrocarril minero de ancho 600 mm que unía los lavaderos de carbón con diferentes minas, y el material móvil original de la línea (como la locomotora de vapor «Hulla» que, por su antigüedad se utiliza solamente de forma ocasional, una locomotora minera de gasoil, que es la responsable de la tracción, habitual, o el coche de viajeros «El tranvía»).
Junto al antiguo pozo, las Antiguas Escuelas de MFU se han transformado en un centro de interpretación que expone la evolución de la enseñanza en España a lo largo del siglo XX, a través de un aula de la época de la posguerra española totalmente restaurada. El mismo edificio cuenta además con una exposición permanente sobre utensilios mineros, especialmente de lámparas mineras, y una sala sobre los hallazgos paleontológicos habidos en Utrillas.

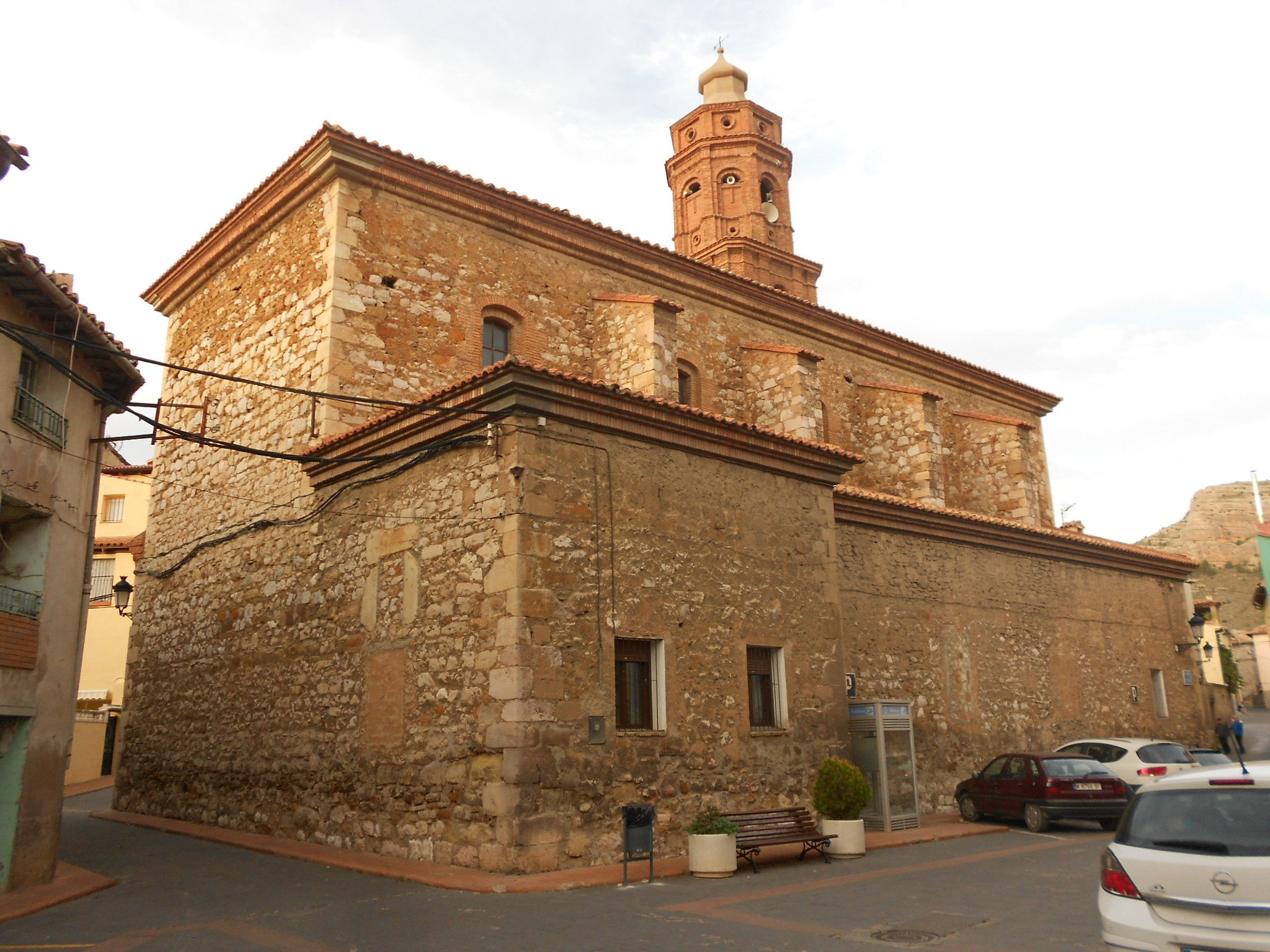
Iglesia de Nuestra Señora de la Natividad, del

### Patrimonio
Del castillo que hubo en Utrillas nada queda en la actualidad, ya que fue convertido en viviendas. Únicamente figura representado en el escudo heráldico de la villa.
La iglesia parroquial, templo barroco del siglo XVII, tiene fábrica de mampostería. Se compone de tres naves cubiertas con bóveda de cañón con lunetos, salvo la capilla mayor, que tiene bóveda vaída.
La torre, en el lado de la Epístola, consta de cuatro cuerpos: el primero, de mampostería, alcanza la altura de la nave, mientras que los otros tres son de ladrillo. La portada tiene un sencillo arco de medio punto.
El templo fue desmantelado en 1936 y sus actuales imágenes son modernas.
Asimismo, merece atención el Monumento al Minero, escultura de José Gonzalvo Vives, situada en la plaza del Ayuntamiento.

### Fiestas
- A finales de julio y en fin de semana se celebran las fiestas de los mozos, en honor a san Juan, Santos Abdón y Senén.
- Las fiestas patronales de la localidad, en honor de la Natividad de Nuestra Señora, se celebran el 8 de septiembre.

### Deporte
En fútbol, la ciudad se halla representada por el C.D. Utrillas. Su mejor clasificación histórica fue la octava plaza obtenida en la tercera división en dos ocasiones, en las temporadas 1981-82 y 1989-90. Disputa sus partidos como local en el campo de La Vega.

## Personas destacadas
- Alba Bautista (n. 2002) Deportista Olímpica de gimnasia rítmica.
- Antonio Sola Villalba (n. 2001) Jugador de fútbol del Deportivo Aragón y del Real Zaragoza.
- Justo Benítez García (n. 1953) Matador de toros que tomó la alternativa en la Feria del Pilar de Zaragoza de 1976.[29]

## Localidades hermanadas
- Decazeville, Francia.[30]